# Пърличево
Пърлѝчево е село в Северозападна България. То се намира в община Берковица, област Монтана.

## География
Село Пърличево се намира в предбалкана, в така наречения полубалкански (среден) район на бившия Михайловградски окръг, сега област Монтана.
То е село в Берковска община, намира се на шестнадесет километра от областния център.

## История
Сравнително младо село, образувано към края на XVIII век до турски чифлик. До 14.08.1934
година се нарича Мечит махала, а неофициално и Долната махала. Според преданията на няколко
места в района е имало стари селища; на няколко километра южно в местността Гердан паласка, на
един километър северно в местността Мераклия, на един километър североизточно в местността
Батулия и на два километра западно в местността Киризлика. През 1880 година селото има 312
жители; до 1946 година нараства на 425 души, след което започва да намалява. През 1990 година има
167 жители, а през 2008 година 87 души.
Стари родове: Карабабинци, Алексови, Джандарците, Велчовци, Туцовци, Дамяновци, Келешовци, Таскинци, Бранковци,
Боримечковци, Ангелининци, Стаменовци, Кюкалците, Балчовци, Гьоровци, Тушковци, Папурковци.
От рода на Алексови на 07.11.2015 г. Димитър /Мито/ Алексов навърши 96 г.
Селото получава името Пърличево през 1934 година по фамилното име на Григор Ставрев Пърличев (1830 – 1893), възрожденски общественик и писател от Охрид. Това име е дадено по административен път (давани в чест на конкретни исторически лица заради заслугите им към обществото и родината). Сведенията са от книгата на Никола Намерански „Имената на селищата в Берковско, Михайловградско и Ломско“, изд. 1991 г., осведомители от с. Пърличево са Атанас Стоянов Илиев на 80 г., Петър Цветков Петров 54 г., бивш военен старшина в Габровница и Фердинанд Горанов 70 г. И тримата са заемали длъжността кмет на с. Пърличево. Има списък на селата от Берковска каза (околия) 1871 – 1877 година в книгата „Българското село в навечерието на Освобождението“ с автор Славка Драганова, където е записано името на селото като Джума махле (Махле джума, Джума, Мечит махле).
Хайдушкото движение(XVI-XVII век) в землището на селото и в близкия планински район. Тук се е подвизавала четата на Вълчан войвода. Негов байрактар бил Стоян от с. Пърличево-наричано тогава Мечит махлеси (малката махала). Той е бил дядо на Стоян Трифонов (Стоянчо-чорбаджия от същото село). Четата бродела из Берковския и Врачанския балкан, наказвали турски злодеи и била закрила на българското население. В книгата на Геройко Милчев „Летописи от Берковския край“ пише:
„ ...Заедно с поп Мартин действал и Вълчан войвода. Истинското му име не се знае, но народната памет разказва интересни случки от хайдушкия му живот. Той уловил вълк опитомил го, вързал със синджир и с гъдулка (преоблечен като циганин-мечкар) обикалял населените места. Така народа го нарича Вълчан войвода. Дядо Стоян от с. Пърличево, Берковско е бил байрактар на Вълчан Войвода. Неговата правнучка Таска – д-р Милкова, знае за историята на дядо си и е пазила сабята му в родната къща в с. Пърличево (1998 г.)...“

## Редовни събития
Редовното събитие е събора на с. Пърличево които се празнува на първата събота от месец май.